# جایزه اینکپات

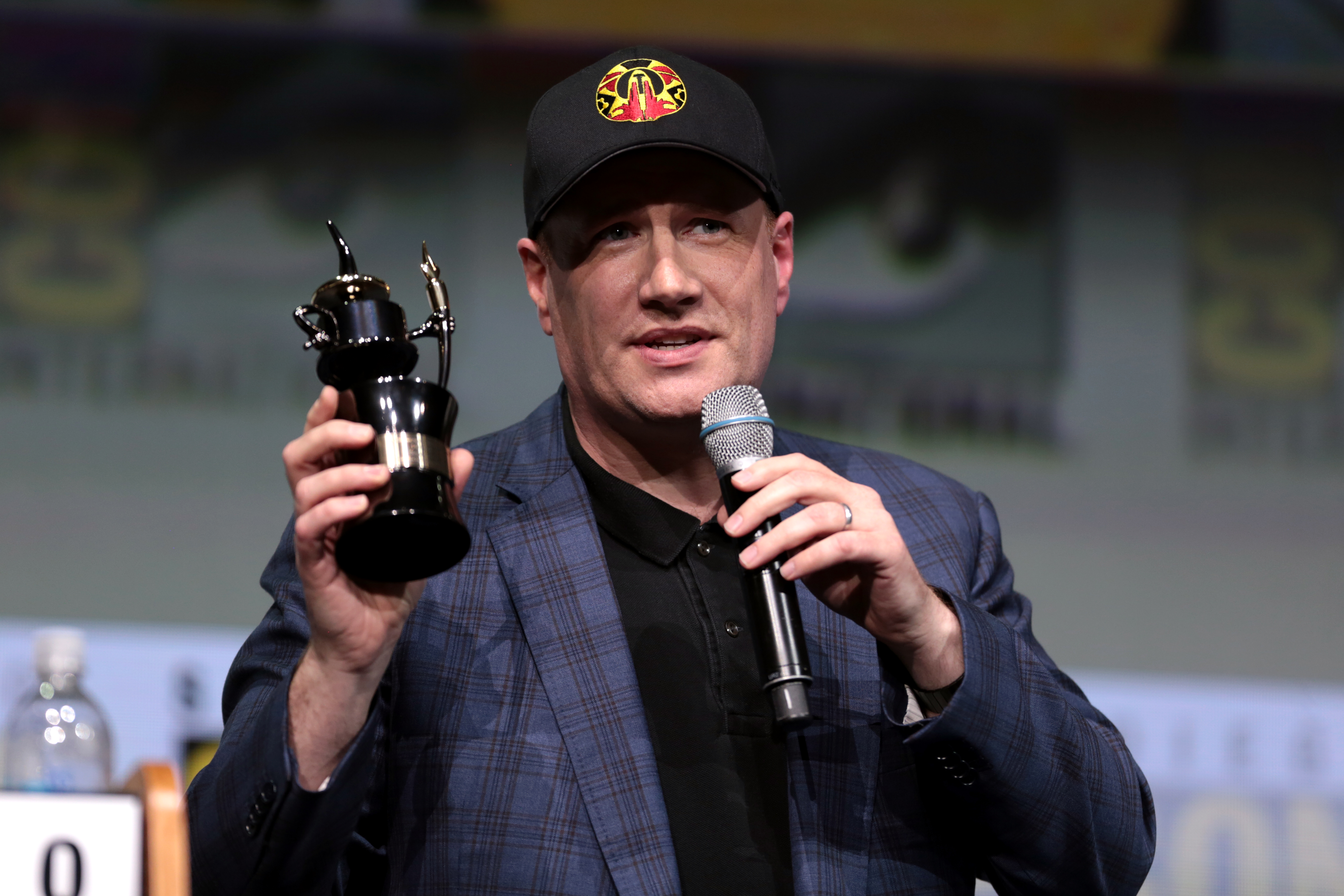
کوین فایگی در حال دریافت جایزه اینکپات در کامیک-کان سن دیگو سال 2017.

جایزه اینکپات (به انگلیسی: The Inkpot Award) یک جایزه افتخاری است که سالانه از سال ۱۹۷۴ توسط کامیک-کان سن دیگو اهدا می‌شود. این جایزه در کنفرانس سالانه کامیک-کان سن دیگو، به متخصصان در زمینه کتاب‌های کمیک، کمیک استریپ، پویانمایی، داستان‌های علمی–تخیلی و حوزه‌های مرتبط با فرهنگ مردمی داده می‌شود. همچنین اعضای هیئت مدیره کامیک-کان و کمیته همایش واجد شرایط هستند.